# Astiphromma laricis
Astiphromma laricis là một loài tò vò trong họ Ichneumonidae.